# Coppa Intercontinentale 2001 (calcio a 5)
La Coppa Intercontinentale di calcio a 5 del 2001 è la sesta edizione di tale trofeo nell'ambito del calcio a 5 (FIFA), l'ultima edizione non riconosciuta dalla FIFA stessa. La gara si è svolta a Mosca al Luzhniki Hall tra Dina Mosca, Ulbra Claro Digital, Caja Segovia Fútbol Sala) e Antena3 Boomerang. Assenti sia il Playas de Castellon vincitori dell'European Champions Tournament 2000-2001, sia i detentori del Sudamericano de Clubes de Futsal del Esporte Clube Banespa. La competizione è stata organizzata dal 2 novembre al 4 novembre 2001.

## Classifica finale
| Squadra                  | Pti | G | V | N | P | GF | GS |
| ------------------------ | --- | - | - | - | - | -- | -- |
| Ulbra Claro Digital      | 9   | 3 | 3 | 0 | 0 | 14 | 7  |
| Dina Mosca               | 6   | 2 | 2 | 0 | 1 | 16 | 8  |
| Caja Segovia Fútbol Sala | 2   | 3 | 1 | 0 | 2 | 9  | 17 |
| Antena3 Boomerang        | 0   | 3 | 0 | 0 | 3 | 6  | 13 |

## Gare
| Mosca 2 novembre 2001 | Caja Segovia | 4 – 3 (golden goal) | Antena3 Boomerang | Luzhniki Hall |

| Mosca 2 novembre 2001 | Dina Mosca | 3 – 4 | Ulbra Claro Digital | Luzhniki Hall |

| Mosca 3 novembre 2001 | Antena3 Boomerang | 2 – 3 | Ulbra Claro Digital | Luzhniki Hall |

| Mosca 3 novembre 2001 | Dina Mosca | 7 – 3 | Caja Segovia | Luzhniki Hall |

| Mosca 4 novembre 2001 | Ulbra Claro Digital | 7 – 2 | Caja Segovia | Luzhniki Hall |

| Mosca 4 novembre 2001 | Dina Mosca | 6 – 1 | Antena3 Boomerang | Luzhniki Hall |